# Мамрух
Мамрух (азерб. Mamrux; цахур. Мамрых, Мамрий) — цахурское село в Загатальском районе Азербайджана, расположенное на южных склонах Кавказских гор, в Алазанской долине, в восточной части Загатальского района.

## Население
По состоянию на 1 января 1914 года, в Мамрухе проживало 308 человек, все цахуры. На сегодняшний день в Мамрухе проживают 2 150 человек, в основном цахуры.

## Экономика
Основным занятием населения является сельское хозяйство, выращивание табака, лесных орехов, растениеводство, садоводство и животноводство.

## Достопримечательности
Рядом с селом, на горе Арматай расположены развалины Мамрухского храма — средневекового албанского христианского храма III—IV вв. н. э.